# Paulo Vitor Fernandes Pereira
Paulo Vitor Fernandes Pereira (Rio de Janeiro, 24 giugno 1999) è un calciatore brasiliano, attaccante del Karpaty in prestito dal Portimonense.

## Carriera
Ha giocato nella prima divisione brasiliana, in quella portoghese ed in quella ucraina.

## Statistiche

### Presenze e reti nei club
Statistiche aggiornate al 26 marzo 2018.
| Stagione             | Squadra              | Campionato           | Campionato | Campionato | Coppe nazionali | Coppe nazionali | Coppe nazionali | Coppe continentali | Coppe continentali | Coppe continentali | Altre coppe | Altre coppe | Altre coppe | Totale | Totale |
| Stagione             | Squadra              | Comp                 | Pres       | Reti       | Comp            | Pres            | Reti            | Comp               | Pres               | Reti               | Comp        | Pres        | Reti        | Pres   | Reti   |
| -------------------- | -------------------- | -------------------- | ---------- | ---------- | --------------- | --------------- | --------------- | ------------------ | ------------------ | ------------------ | ----------- | ----------- | ----------- | ------ | ------ |
| 2017                 | Vasco da Gama        | A                    | 13         | 1          | CB              | 0               | 0               | -                  | -                  | -                  | -           | -           | -           | 13     | 1      |
| 2018                 | Vasco da Gama        | A+A1/RJ              | 3+7        | 0          | CB              | 0               | 0               | CL                 | 1                  | 0                  | -           | -           | -           | 11     | 0      |
| Totale Vasco da Gama | Totale Vasco da Gama | Totale Vasco da Gama | 23         | 1          |                 | 0               | 0               |                    | 1                  | 0                  |             | -           | -           | 24     | 1      |
| Totale carriera      | Totale carriera      | Totale carriera      | 23         | 1          |                 | 0               | 0               |                    | 1                  | 0                  |             | -           | -           | 24     | 1      |